# رهاشدگان (فیلم ۱۳۷۴)
رهاشدگان فیلمی به کارگردانی  و نویسندگی غلامرضا جنت‌خواه دوست ساختهٔ سال ۱۳۷۴ است.

## بازیگران
- الهام حاجیان
- رضا عارفان
- سعید حاجیان
- محمدرضا اعزاز
- محمدرضا جنت‌خواه دوست
- علیرضا جنت‌خواه دوست
- حسن نوروزی وفا
- رضا رشیدی
- محمد فدایی
- مهران نوری
- محمدعلی جنت‌خواه دوست
- زینت سراندیب
- افسانه مهمنش
- شیرین شمیرانی
- حسین آتش افروز